# Hammondville
Hammondville es un pueblo ubicado en el condado de DeKalb en el estado estadounidense de Alabama. En el censo de 2000, su población era de 486.

## Demografía
En el 2000 la renta per cápita promedia del hogar era de $ 33.056$, y el ingreso promedio para una familia era de 34.500$. El ingreso per cápita para la localidad era de 20.582$. Los hombres tenían un ingreso per cápita de 33.542$ contra 17.045$ para las mujeres.

## Geografía
Hammondville está situado en 34°34′10″N 85°38′18″O / 34.56944, -85.63833 (34.569414, -85.638305).
Según la Oficina del Censo de los EE. UU., la ciudad tiene un área total de 4.91 millas cuadradas (12.71 km²).